# Spyker Cars
Para a antiga empresa, veja Spyker.
Para a antiga equipe de Fórmula 1, veja Spyker F1.
Spyker Cars N.V. (Euronext: SPYKR[ligação inativa]) é uma fabricante de automóveis esportivos dos Países Baixos, conhecida pelo seu processo artesanal de produção. Não tem relação com a antiga empresa Spyker, que foi à falência em 1926. Na verdade, a nova Spyker Cars adquiriu apenas o direito de utilizar a marca Spyker. Seu slogan é "Nulla tenaci invia est via", que significa em latim "Para os persistentes, nenhum caminho é impossível".

## Modelos
- Spyker C8
- Spyker D12 Peking-to-Paris
- Spyker C12 Zagato